# Mikado (genre)
Pour les articles homonymes, voir Mikado.
Mikado est un genre de coléoptères de la famille des Ptiliidae selon Catalogue of Life (26 février 2021).